# Station Blanes
Blanes is een station van Rodalies Barcelona, bediend door lijn R1. Het is gelegen in de gelijknamige plaats.

## Lijnen
| Eindbestemming                          | Vorig station  | Lijn | Volgend station | Eindbestemming   |
| --------------------------------------- | -------------- | ---- | --------------- | ---------------- |
| Molins de Rei L'Hospitalet de Llobregat | Malgrat de Mar |      | Tordera         | Maçanet-Massanes |